# Jauzé
Jauzé är en kommun i departementet Sarthe i regionen Pays de la Loire i nordvästra Frankrike. Kommunen ligger i kantonen Bonnétable som tillhör arrondissementet Mamers. År 2022 hade Jauzé 80 invånare.

## Befolkningsutveckling
Antalet invånare i kommunen Jauzé
| Referens: INSEE |